# Syndyas orientalis
Syndyas orientalis är en tvåvingeart som beskrevs av Frey 1938. Syndyas orientalis ingår i släktet Syndyas och familjen puckeldansflugor.
Artens utbredningsområde är Taiwan. Inga underarter finns listade i Catalogue of Life.